# 萩原金美
萩原 金美（はぎわら かねよし、1931年 - 2017年（平成29年）11月9日）は、日本の法学者、元裁判官。元弁護士、神奈川大学教授、法学部長を歴任。2001年定年、2004年まで特任教授。同年神奈川大学名誉教授。

## 研究テーマ
- スウェーデン司法研究
- 民事訴訟法研究
- 調停 を含むいわゆるADR研究

## 経歴
1931年、群馬県高崎市の農家に生まれる。旧制中央大学法学部専門部卒（最後の卒業生）新制中央大学3年に編入、在学中の1951年に司法試験合格。1953年中央大学卒業、裁判官任官。判事補 として赴任 した仙台地裁家裁の古川支部 において1954年にいわゆる松山事件 について左陪席として関与 し、死刑判決を下した。退任 。1969年スウェーデ ン留学、帰国後1972年弁護士登録、磯野誠一神奈川大学教授に誘われて1976年神奈川大学教授 。前述のいわゆる松山事件は、1984年に至 り仙台地裁で再審裁判が行 われ、無罪判決が下された。萩原金美のもとにマスコミが殺到する事態となったが、萩原金美は、磯野誠一や学生の励ましもあり、涙 ぐみながら神奈川大学に踏みとどまったとされる。

## 著書・論文
- 北欧法律事情2017/7/3
- 翻訳 スウェーデン訴訟手続法―民事訴訟法・刑事訴訟法2009/3
- スウェーデン行政手続・訴訟法概説―福祉国家における行政と法的正義1995/10/1ハンス・ラーグネマルム、
- 翻訳 スウェーデン手続諸法集成―集団訴訟法・仲裁法・行政訴訟法・法律扶助法等2011/3